# Elsa Schiaparelliová
Elsa Schiaparelli (10. září 1890 Řím – 13. listopadu 1973 Paříž) byla italská módní návrhářka.

## Životopis
Jedna z nejvýznamnějších osobností módního designu v období mezi dvěma světovými válkami, rivalka Coco Chanel, pocházela z dobře situované rodiny. Matka patřila k italské aristokracii, otec byl význačný vědec. Elsa studovala jazyky a literaturu na universitě, nějaký čas strávila v klášterní škole a krátce působila jako vychovatelka v Londýně. Odstěhovala se do New Yorku a nakonec usadila v Paříži. V roce 1927 si Schiaparelli v Paříži otevřela krejčovství Pour le Sport v němž nabídla sportovní kolekce pletenin, plavky a lyžařské oblečení. Svět módy tady na sebe poprvé upozornila černým pleteným svetrem s vypletenou bílou vázankou, která budila dokonalý optický dojem skutečnosti.
Vrcholné období tvorby Elsy Schiaparelli spadá do 30. let 20. století. V roce 1935 otevřela v Paříži (21 Place Vendome) salon Schiaparelli. Tvorbu návrhářky zásadně ovlivnila přátelství s umělci z kruhů dadaistů a surrealistů. Byli to především Jean Cocteau, Christian Bérard a Salvador Dalí. Elsa Schiaparelli bývá označována za surrealistku mezi módními návrháři a její tvorba za surrealistickou. Ke známým modelům patří např. klobouk ve tvaru boty, bílé šaty nesoucí obraz mořského raka od Salvadora Daliho nebo např. knoflíky v podobě hmyzu, které pro ni navrhoval Jean Schlumberger.
„Schiap“ přinesla do špičkové módy haute couture osobitý vtip, humor, nápaditost a hravost. Zavedla mnoho inovací. Jako první z couturiérů použila v roce 1935 ve vysoké módě zip. Uplatňovala umělé hmoty a látky z umělých vláken, jež považovala za plnohodnotný oděvní materiál. Experimentovala s rayonem, vinylem a celofánem. Odvážně použila nápadný odstín růžové barvy, tzv. „shocking pink“. Válečná léta strávila návrhářka v New Yorku. Po návratu do Paříže znovu otevřela svůj salon, ale na špičku módy se už nevrátila. Podnik uzavřela v roce 1954.